# Luigi Faure
Luigi Michele Vittorio Faure (* 1901 in Sauze d’Oulx; † 5. September 1974 in Oulx) war ein italienischer Skispringer.

## Werdegang
Faure gewann 1924 seinen ersten italienischen Meistertitel. Im gleichen Jahr nahm er an den Olympischen Winterspielen in Chamonix teil und erreichte von der Normalschanze mit Sprüngen von 33,5 und 34 Metern den 17. Platz. 1925 und 1926 gewann er erneut den italienischen Meistertitel, bevor er 1927 hinter Domenico Patterlini die Silbermedaille gewann.
In den 1940er Jahren gründete Faure in seiner Heimatstadt Sauze d’Oulx das Unternehmen Faure Sport, das noch heute existiert.